# 勒韦尔内 (阿列日省)
勒韦尔内（法語：Le Vernet，法語發音：[lə vɛʁnɛ]）是法国阿列日省的一个市镇，位于该省北部，属于帕米耶区。

## 地理
勒韦尔内（43°11'6"N, 1°36'8"E）面积5.59 平方千米，位于法国奧克西塔尼大區阿列日省，该省份为法国西南部内陆省份，西部和北部与上加龙省接壤，东临奥德省，东南至东比利牛斯省接壤，南与安道尔和西班牙接壤。
与勒韦尔内接壤的市镇（或旧市镇、城区）包括：博纳克、蒙托、萨韦尔丹。

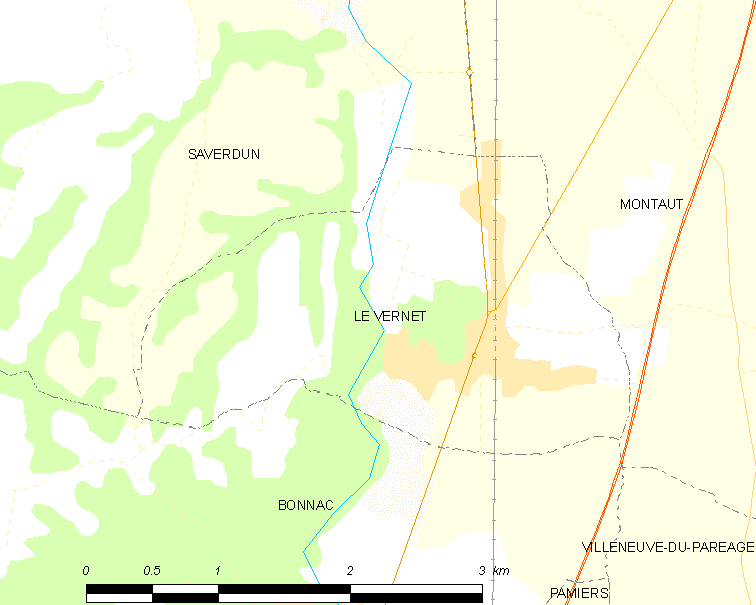
的OSM定位图

勒韦尔内的时区为UTC+01:00、UTC+02:00（夏令时）。

## 行政
勒韦尔内的邮政编码为09700，INSEE市镇编码为09331。

## 政治
勒韦尔内所属的省级选区为阿列日之门县。

## 人口

1962-2008年间人口变化图示

勒韦尔内于2022年1月1日时的人口数量为693人。